# التسويق القريب

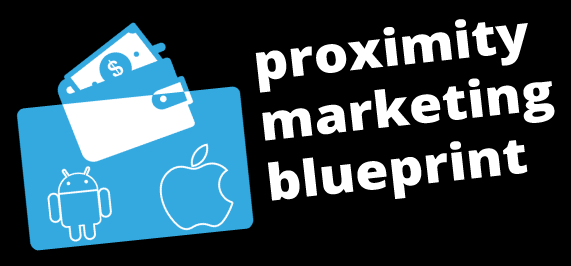

## التسويق القريب
التسويق القريب هو عباره عن توزيع لاسلكي متمركز لمحتوى اعلان مخصص لمنطقه معينه يتم ارسالها إلى سكان تلك المنطقة بناءا على رغبتهم وتوافر الادوات الازمه لهذا الغرض. النشر يمكن ان يكون من خلال بث تقليدي متمركز أو إلى اجهزه مخصصه ومحدده ومعروفه في منطقه الهدف

### يمكن تحديد المنطقة من خلال
1. الهواتف النقاله المشتركه في شركه اتصالات معينه
2. جهاز يسمح بالبلوتوث أو الواي فاي داخل مجال الإرسال
3. هاتف متصل بالانترنت مع اعطاء صلاحيات ال GPS لطلب المحتوى من خوادم الإنترنت
4. السماح بال NFC يُمكن من قراءة شريحه RFID على المنتج أو المادة الاعلانيه وتشغيل المحتوى الممركز من خلال خوادم الإنترنت

يمكن توسيع التواصل عن المكان والمجموعه المحددين مثال، محتوى في بؤره اتصال في السياحة يمكن توسيعها إلى اجهزه مسجله من خارج
المنطقة يمكن تحديد الاتصال بوقت ومكان مثال، المحتوى في المؤتمرات يعتمد على سيرها استخدامات التسويق القريب يشمل نشر الوسائط في الحفلات، روابط الويب، الالعاب، التطبيقات الاجتماعيه والاعلانات.

## الأنظمة المبنيه على البلوتوث
البلوتوث هو نظام لاسلكي قصير المدى متوسط يتصل بشخص واحد يستخدم للتسويق القريب
العملية تتطلب اتاحه بث البلوتوث في موقع محدد وبعدها يتم إرسال المعلومات اللتي قد تكون صور، اصوات، فيديوهات ونصوص للاجهزه المفعله داخل مجال البث والتي عادة ما يشار اليها بالمنارات ويمكن إرسال صيغه ال vCard وهذه العملية يشار اليها بالتسويق مغلق المجال.
لأسباب أمنيه أو للحفاظ على صحه بطاريه الأجهزة النقاله بعض المستخدمين يقومون بإيقاف البلوتوث لديهم أو تفعيله مع عدم السماح بإكتشافه لأجل ذلك المناطق التي تستخدم البلوتوث في التسويق من خلال وسائل الأعلام التقليديه (بوسترات، التلفاز، فرق التسويق الميدانيه) تقوم بالإقتراح على الناس بإتاحة البلوتوث لديهم وهذه العملية تسمى ب call of action. وجميع اجهزه البلوتوث ضمن المجال تصل لهم اتوتوماتيكيا رسائل تسألهم عن رغبتهم فيما إذا كانو يريدون استقبال المحتوى المجاني.
الأجهزة الحديثه حاليا البلوتوث لديها يكون مفعلاً اتوماتيكيا وبعض المستخدمين يتركونه مفعلا لربطه بالسماعات والسيارات.
في القدم كان من يريد ان تصله معلومات عن طريق البلوتوث كان يجب عليه ان يقوم بتحميل برنامج جافا وهذه الأمر له ميزه حيث انه من يريد استقبال المعلومات يقوم بتحميله ومن لايريد لا يتطلب الأمر ايه برامج اضافيه.
التحول كبير في الاجهزه النقاله كبر حجم الشاشات ودعمها للصيغ المتنوعه، فللحصول على أفضل النتائج من استخدام اليلوتوث للتسويق القريب يجب على النظام ان يحدد اتوماتيكيا نوع الجهاز ليرسل له المحتوى الصحيح، بعض الشركات تستخدم منصات متعدده الاستخدام لتخدم جميع أنواع الاجهزه المعروفه.اجهزه الاندرويد لم تتطلب برامج مخصصه لاستقبال المعلومات حتى 6 كانون الأول 2018 أصبحت تتطلب برامجاً مخصصه لأستقبال المعلومات خدمه Google Nearby خدمه جاهزه تبحث عن اشارات المنارات وتظهر الرسائل المربوطه بتلك الاشاره.التطبيقات التي تدعم الشبكة الفيزيائيه تؤدي نفس الغرض، chrome حسب دعمه لهذه الشبكات في الدول التي حظرت Google، ومتصفح Samsung أيضا يؤدي نفس الغرض. اجهزه IOS ننطلب برامج خاصه لإستقبال المعلومات.

## النظام المعتمد على ال Wi Fi
هنالك انظمه مخصصه لإلتقاط إشارات الأجهزة المدعومه بال Wi-Fi والبلوتوث بشكل دوري ومعرفه تسلسل المعلومات ومعرفه الموقع أو مكان التواجد وتدفق المعلومات من وإلى هذه الأجهزة بطريقه إحصائيه، هذه التكنولوجيا استخدامها كحال باقي الأنظمة.
مثل RFID والذي يستخدم لمعرفه الأجهزة ضمن منطقه محدده وهو يعمل بالأقتران مع الأشارات من مزودي ال Wi-Fi وتسمى ب (Wi-Fi tags)و هوائيات الأستقبال في مختلف المناطق حيث يمكن معرفه وقت الوصول ومدة الزيارة، التحركات وأي تدفق عام لكل منطقه.
تنفيذ هذه التكنولوجيا يعتمد على نموذجين رئيسيين:
1. إعادة استخدام اساسيات نقطه الوصول (Accesses point AP)مع بوابه مقيده موزعه في أماكن مساحتها كبيره (مطارات، مراكز تجاريه...)

1. استخدام هوائيات لإلتقاط إشارات 2.4 أو 5 جيجا هيرتز لتركيز أو تثبيت الأجهزة التي تم إلتقاطها ضمن المناطق الأستراتيجيه للوصول إلى معرف أو هويه إستثنائيه لكل جهاز تم إلتقاطه في كل المواقع ومتوافقه مع HTML5, IOS, Android SDKS متكامله مع أي تطبيق يسمح بالتفاعل بالقرب مع المستخدمين من خلال اجهزه الموبايل

- الخيار الأول ضعيف الإمكانية لإلتقاط وإرسال الرسائل لان ال AP صمم لأجل غايات أخرى غير تتبع ال Wi-Fi والعمل من خلال أخذ المعلومات من الاجهزه فقط من الاجهزه المختاره، بناءا على البيئة المحيطه 10%-20% من الزائرين يدخلون إلى البوبات المقيده عند زيارتهم لنقاط البيع
- الخيار الثاني لتحليل كل الأشارات التي تم التقاطها ضمن النطاقات التي استخدمت Wi-Fi والبلوتوث، يعطي نسبه اكتشاف اعلى لعدد الزوار تقريبا 60%-70% ويمكن استخراج انماط السلوك والذي يسمح بتحديد الهوية المميزه لكل جهاز تم اكتشافه، وهذه الهويات ليست مربوطه بأي معلومات موجوده على الجهاز ولا أي معلومات من مُنتج الجهاز فأي علاقه لا يمكت انشاؤها يدويا.

الشكر ل seeketing لل IOS و Android و HTML5API لصفحات الويب فهذا النموذج يسمح للتجار والمدراء لأي مكان فيزيائي بإرسال الأشعارات لأي جهاز عليه التطبيق أو إرسال واتس اب، رسائل نصيه، بريد الكتروني لمن هم مسجلين مسبقا في البوابة حتى ولو لم يستخدموا (AP) أو Wi-Fi.
تحديد نفس الهوية المميزه لتتبع المعلومات المتلقاه من خلال الهوائيات، التطبييقات يظل تحديا ويسمح بمعلومات انماط السلوك وحاله الأتصال أو عدمه لتحسن عمليه التنافس في عمليه التواصل القريبه بدون أي طريقه اقتحاميه.

## الأنظمة المعنمده على NFC
تواصل الحقل القريب (Near field communication NFC) عباره عن علامات غرست في ملصق الNFC الذكي، الكتب الذكيه، المنتجات الذكيه الملصق بداخله شريحه RFID مزوده بأوامر وهذه الاوامر قد تكون لفتح المتصفح على صفحه معينه أو عرض ترويجي.
أي جهاز مفعل لديه NFC يمكنه تفعيل العلامة بتقريب الجهاز منها، المعلومات قد تكون عن منتج، مطعم محلي، سكن معين.
سلسله الصيدليات الألمانيه Budnikowsky اطلقت أول بوستر ذكي في أكتوبر 2011, والذي يسمح لمسافري القطارات بالضغط على البوسترات من خلال هواتفهم والشراء والتسوق ولأخذ معلومات اضافيه.
في نوفمبر 2011 اطلقت Atria Books/Simon & Schuster أول كتاب Impulse Economy) NFC).
في المملكة المتحده تم تبني NFC في اغلب البوسترات الخارجيه
التجار أيضا ينظرون إلى NFC على انها طريقه غير مكلفه تربط الزبائن بالعلامات التجاريه ولكنها لا تتطلب تكامل التكنولوجيا في انظمه تكنولوجيا المعلومات لديهم والتي أصبحت تشكل حاجزا لعض التكنولوجيا الحديثه مثل BLE بعض التجار أصبحت تتجه لاستخدام ال NFC لتحسين تجربه العميل Casino في فرنسا و Vic في هولندا.
معظم الهواتف النقاله أصبحت تدعم خاصيه الNFC ووقد دخلت سوق ال NFC من خلال المحافظ الالتكرونيه ومحافظ الNFC تتضمن ال Google Wallet وال ISIS (Mobile payment systems) وبما ان ال NFC هي اساس المحافظ الا ان التسويق القريب هو المستفيد الأول.
شركه ابل اضافه ال NFC لاجهزه Iphone6 و Iphone6 plus قديما اجهزتها لم تكن مزوده بهذه الخاصية.
كما تعتبر بطاقة NFC - Karte - Google Bewertung هي بطاقة تالاتصال قريب المدى (NFC)، وتستخدم لتمكين العملاءتقييمات Google الخاصة بالأعمال التجارية. من خلال تمرير الهاتف الذكي فوق البطاقة، يتم توجيه المستخدم مباشرةً إلى صفحة التقييم على Google

## الأنظمة المعتمده على GSM
يعتمد التسويق القريب من خلال الرسائل القصيرة (SMS short message service) على GSM 03.41 أو البث الخلوي
يتيح SMS-CB بإرسال رسائل الاعلانات أو المعلومات العامه ال جميع المستخدمين في منطقه محدده
في دوله الفلبين، تستخدم أنظمة البث عن قرب المعتمده على GSM من قبل الحكومة لنشر المعلومات من خلال البرامج المجتمعيه فتحصل على فائدهسهوله انتشار وترويج المعلومات وتعد الفلبين من اعلى الدول في الحركة الرسائل القصيره
وتستخدم خدمه ال Proxima SMS
Bluewater مركز تجاري ضخم في المملكة المتحده لديه نظام معتمد على GSM مدعوم بال NTL لمساعدته في التغطية ولاذي يسمح للمركز بتتبع كل تحركات كل عميل في موعد الزيارات ومدتها ويسمح النظام بإرسال الغروض الخاصة لهواتف الزبائن